# لاس ویلاریالس (تگزاس)
لاس ویلاریالس (به انگلیسی: Los Villareales) یک منطقهٔ مسکونی در ایالات متحده آمریکا است که در شهرستان استار، تگزاس واقع شده‌است. لاس ویلاریالس ۵۳٫۱ کیلومتر مربع مساحت و ۹۳۰ نفر جمعیت دارد و ۶۶ متر بالاتر از سطح دریا واقع شده‌است.